# Valle de Waipiʻo
El valle de Waipiʻo (en inglés: Waipiʻo Valley) es un valle en la isla de Hawái, en el estado de Hawái en Estados Unidos. Se encuentra en el condado de Hāmākua, en el noreste de la isla. Wai piʻo significa "agua doblada" en hawaiano.
El fondo del valle, a nivel del mar, se encuentra a casi 610 metros por debajo del terreno circundante. El valle se formó por la erosión fluvial en la débil lava basáltica del volcán Kohala.
La costa del valle es una playa de arena negra popular entre los surfistas. Hay varias granjas de taro en el valle. Varias cascadas grandes se precipitan al valle y alimentan el río, que fluye desde el pie de la cascada más grande en la parte posterior del valle hacia el mar.
El valle de Waipiʻo desempeña un papel importante en la religión hawaiana, ya que es la puerta de entrada a Lua-o-Milu (el inframundo), oculto por la arena. El valle también se consideraba un puʻuhonua (lugar de asilo), donde se protegía a quienes rompían kapu.
El acceso es difícil. Solo una carretera lleva hasta allí desde el sur. Asciende 240 metros en un kilómetro, con una pendiente media del 24%, a veces considerablemente más pronunciada. Algunos tramos pueden alcanzar pendientes de hasta el 45%, lo que la convierte en la carretera más empinada de Estados Unidos y posiblemente la más empinada del mundo, en comparación con el 35% de la Baldwin Street en Nueva Zelanda. La carretera solo es accesible para vehículos 4x4.
El terremoto de Hawái de 2006 provocó que un acantilado a la entrada del valle de Waipiʻo se derrumbara y se deslizara hacia el mar y provocó la caída de rocas en el camino de acceso que conduce al valle.
El valle es el escenario de la escena final de la película de ciencia ficción Waterworld (1995), en la que los personajes principales encuentran la Tierra seca, la tierra firme.

## Galería de imágenes

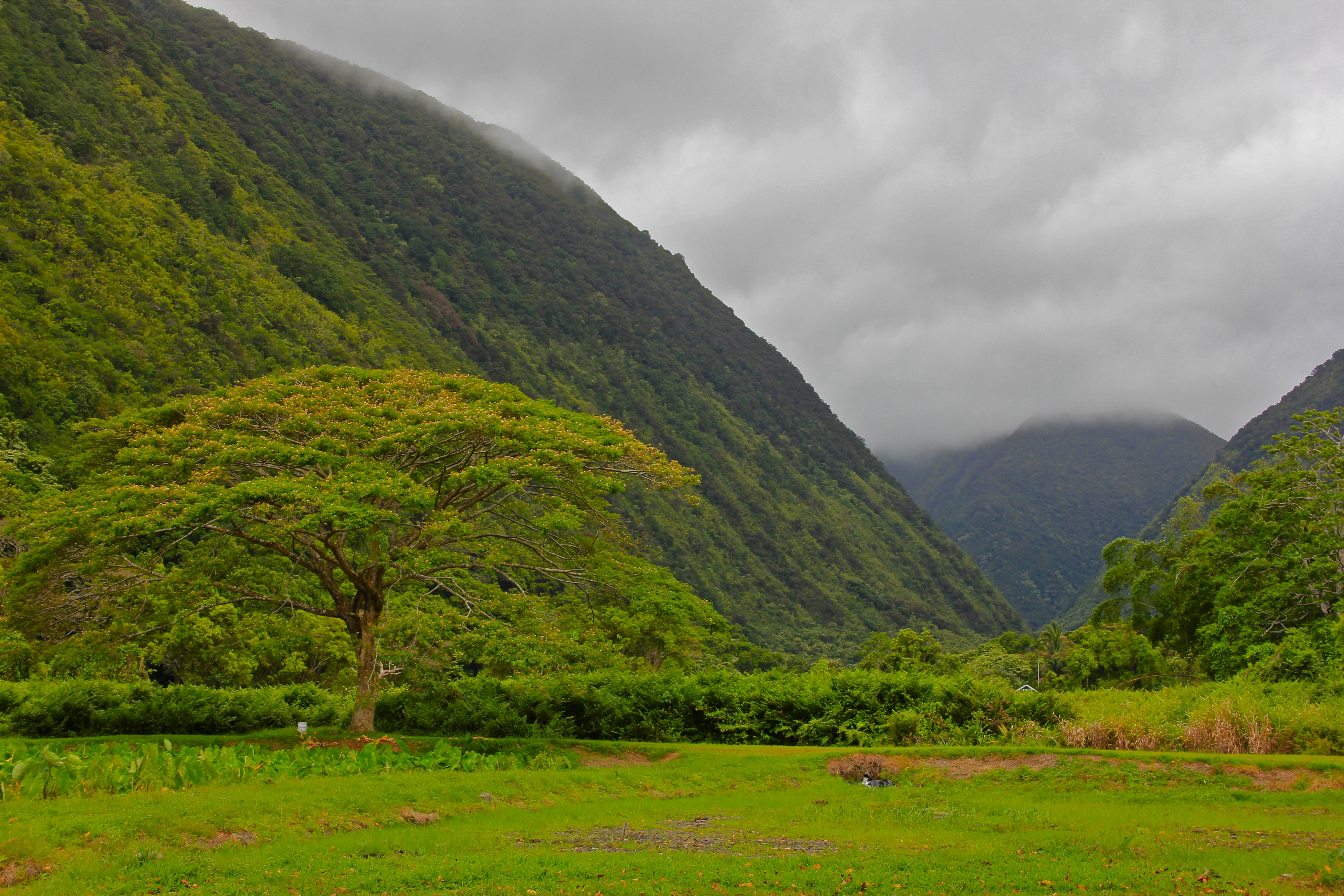
Vista del interior del valle de Waipiʻo.
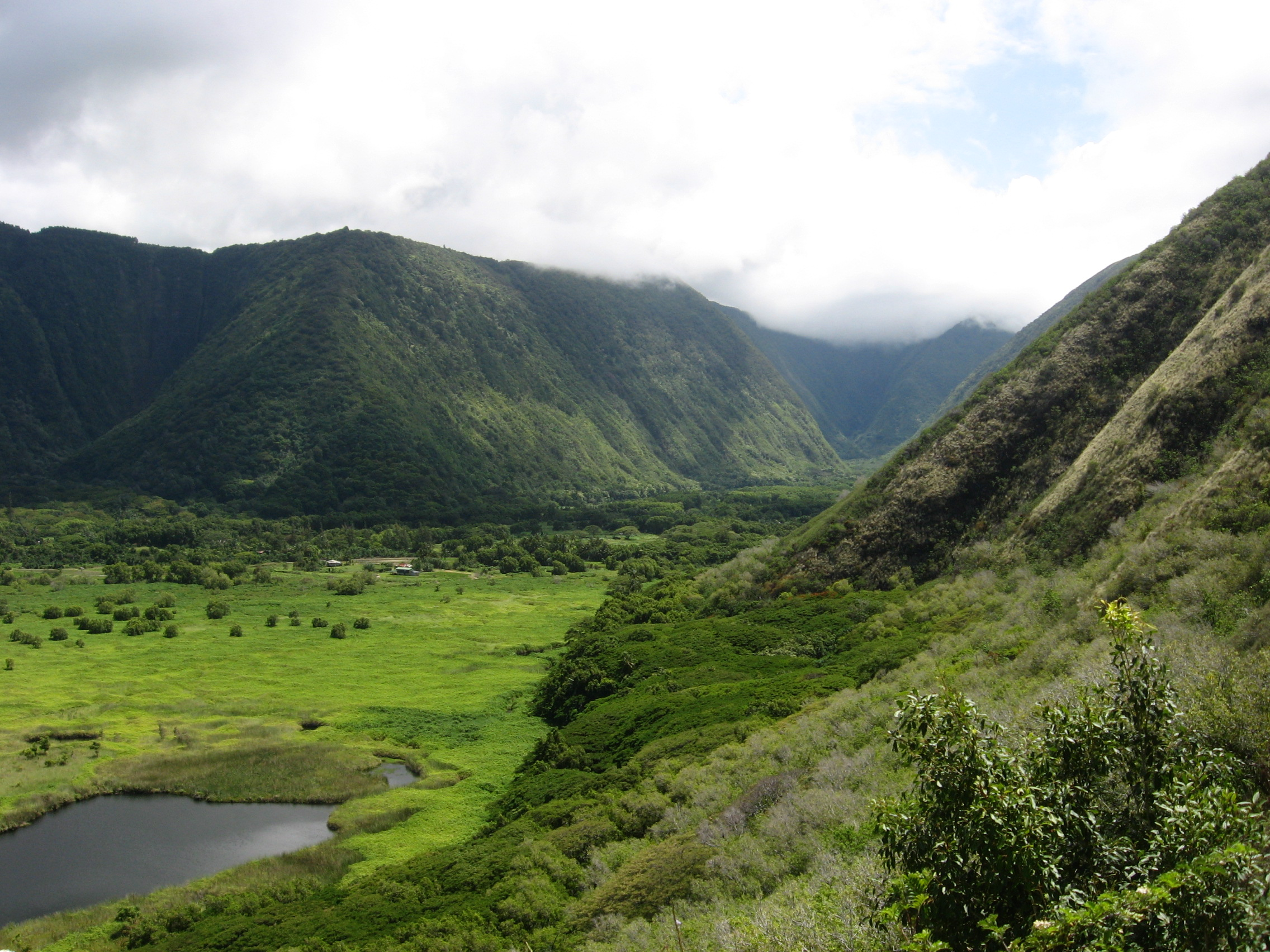
Vista del interior del valle de Waipiʻo.
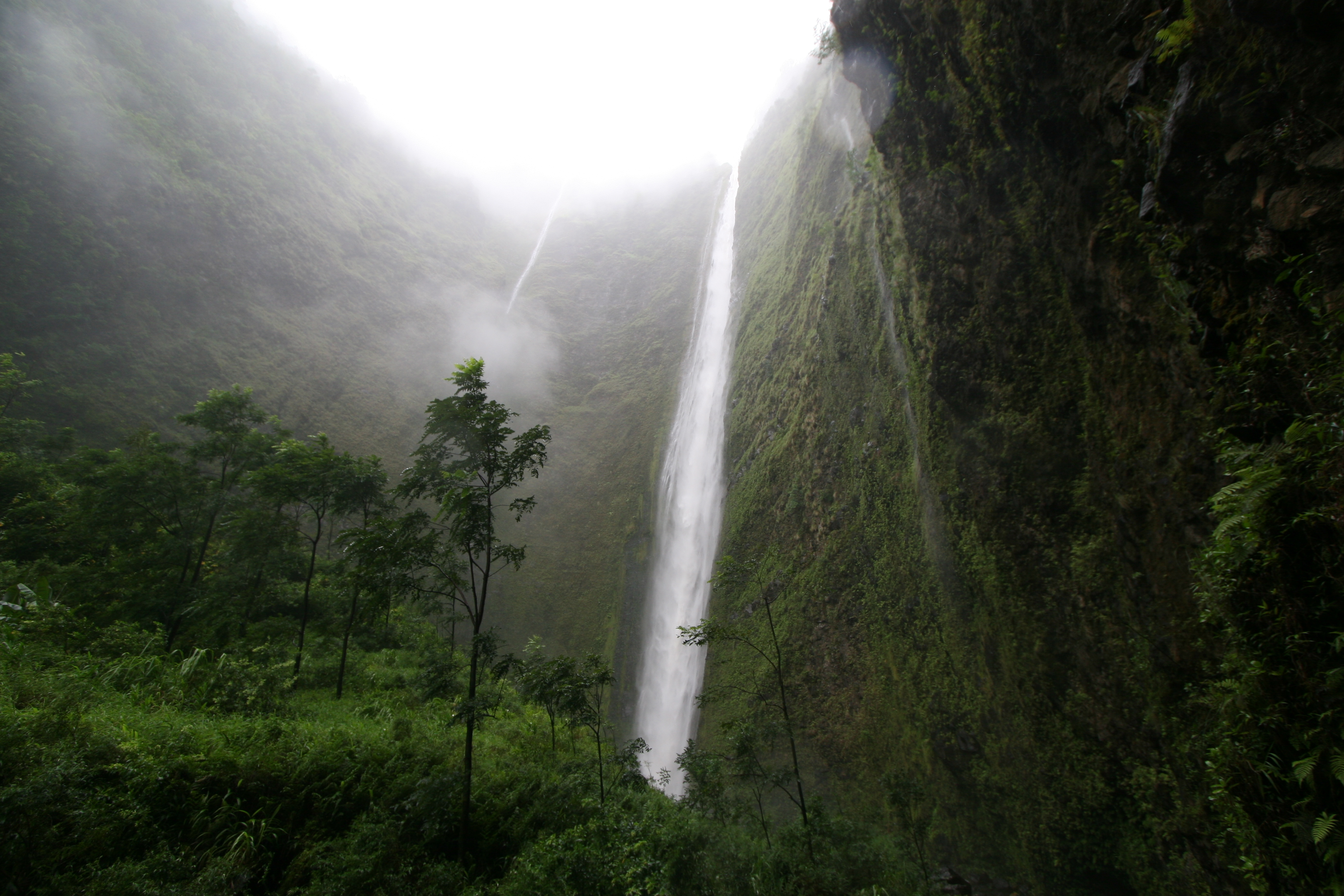
Cascada Hiʻilawe en la parte trasera del valle de Waipiʻo.
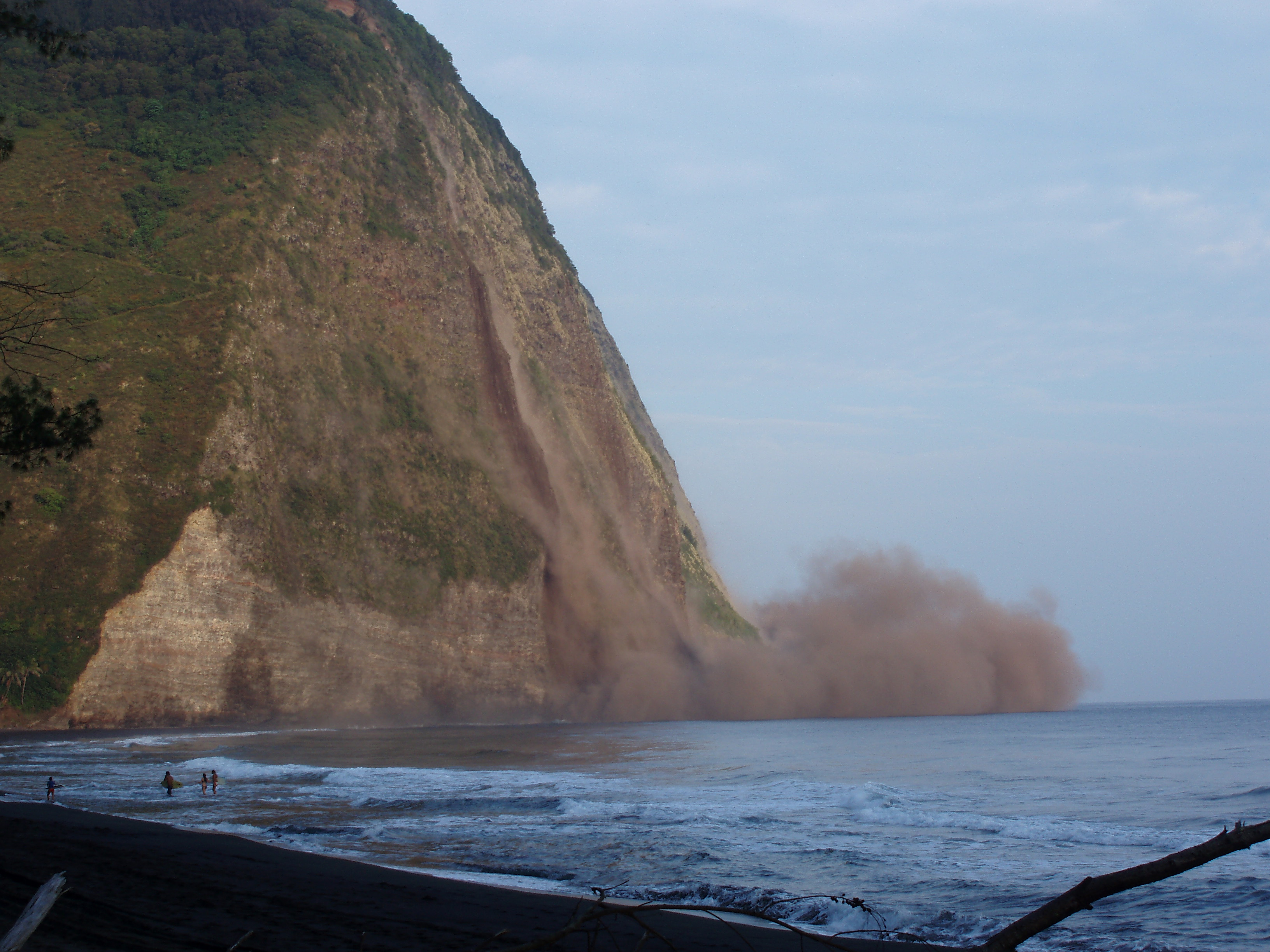
Caída del acantilado del valle de Waipiʻo durante el terremoto de Hawái de 2006.
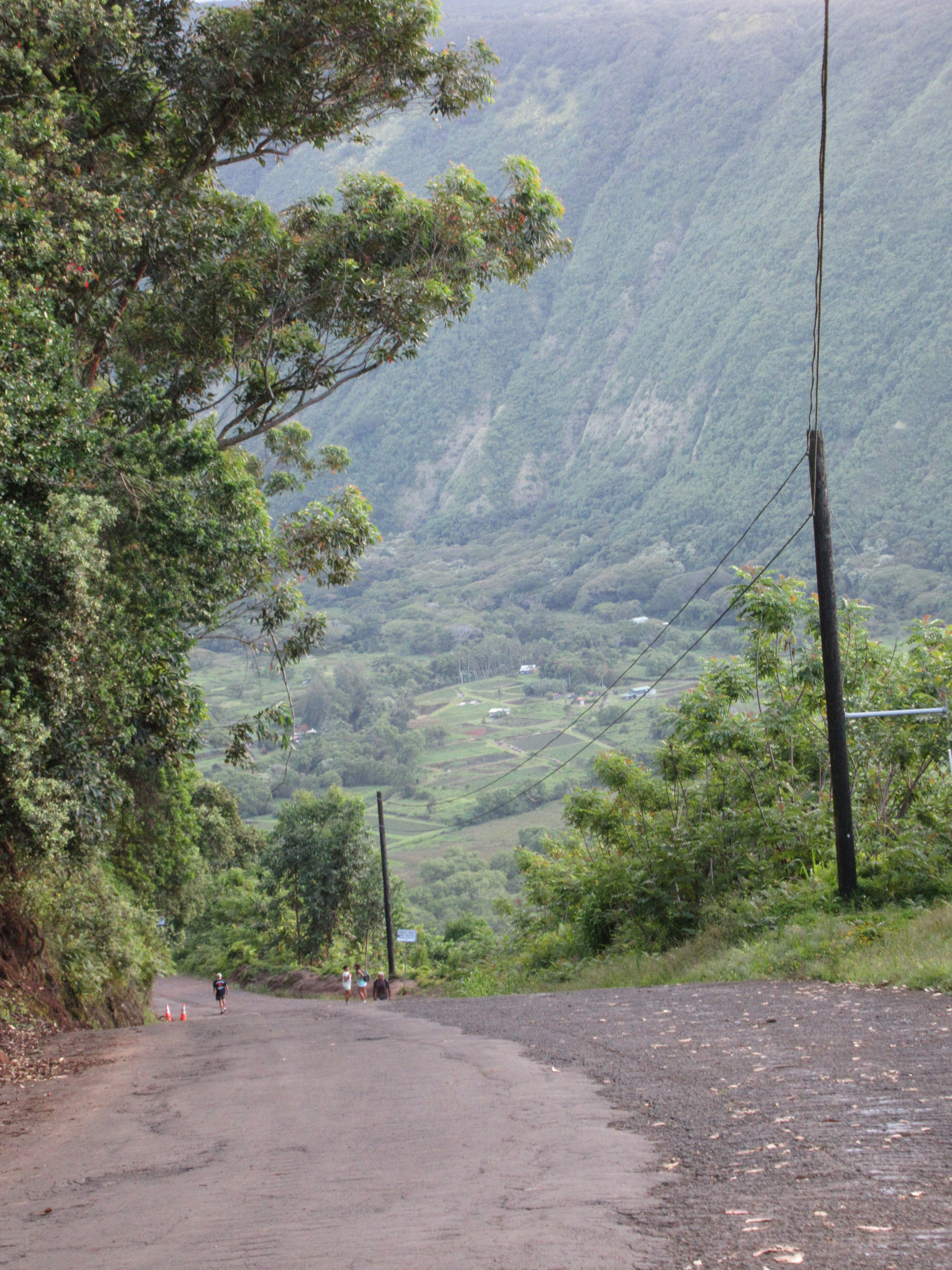
Vista del valle de Waipiʻo desde el camino de acceso, que presenta una pendiente del 25%.